# Pixies at the BBC
Pixies at the BBC è un album discografico compilation di sessioni radiofoniche dal vivo alla BBC del gruppo alternative rock statunitense Pixies, pubblicato dalla 4AD il 6 luglio 1998 in Gran Bretagna e dalla Elektra Records il 14 luglio 1998 negli Stati Uniti, cinque anni dopo lo scioglimento della band. 

## Il disco
Le registrazioni provengono da sessioni radio effettuate tra il 1988 e il 1991 negli studi della BBC. L'album è caratterizzato da sonorità ruvide, con produzione lo-fi.

## Tracce
- Tutti i brani sono opera di Black Francis eccetto le tracce 1 e 15. La traccia finale, (In Heaven) Lady in the Radiator Song, fu scritta da Peter Ivers & David Lynch per la colonna sonora del film Eraserhead dello stesso Lynch.

1. Wild Honey Pie (Lennon-McCartney) – 1:52
2. There Goes My Gun – 1:25
3. Dead – 1:30
4. Subbacultcha – 2:08
5. Manta Ray – 2:15
6. Is She Weird – 2:52
7. Ana – 2:14
8. Down to the Well – 2:31
9. Wave of Mutilation – 2:22
10. Letter to Memphis – 2:33
11. Levitate Me – 2:18
12. Caribou – 3:18
13. Monkey Gone to Heaven – 2:57
14. Hey – 3:17
15. In Heaven (Lady in the Radiator Song) (P. Ivers & D. Lynch) – 1:51

Dettagli di registrazione
- Tracce 1, 11, 12, 14 & 15 - Registrate per lo show di John Peel, 3 maggio 1988; prima messa in onda il 16 maggio 1988.
- Tracce 2, 3, & 5 - Registrate per lo show di John Peel, 9 ottobre 1988; prima messa in onda il 18 ottobre 1988.
- Tracce 4 & 10 - Registrate per lo show di John Peel, 23 giugno 1991; prima messa in onda il 4 agosto 1991.
- Traccia 6 - Registrata per lo show di John Peel, 11 giugno 1990; prima messa in onda il 10 agosto 1990.
- Tracce 7 & 13 - Registrate per lo show di Mark Goodier, 18 agosto 1990; prima messa in onda il 20 agosto 1990.
- Tracce 8 & 9 - Registrate per lo show di John Peel, 16 aprile 1989; prima messa in onda il 2 maggio 1989.